# Song Chanho
Song Chan-ho (en hangeul : 송찬호) est un poète sud-coréen né le 5 août 1959.

## Biographie
Song Chan-ho est né le 5 août 1959 à Boeun dans la province de Chungcheongbuk-do. Il est diplômé de l'université nationale Kyungpook en langue et littérature allemandes. Il fait ses débuts littéraires en 1987 avec la publication de quelques-uns de ses poèmes dans la revue La littérature de notre temps (Urisidae-ui munhak) avec notamment le poème La rivière Geumho (Geumhogang). Il remporte en 2000 les prix Kim Soo-young et Dongseo, en 2008 le prix Midang, en 2009 le prix de la poésie Daesan.

## Œuvre
En dehors de ses recueils de poèmes habituels, Song a aussi écrit de la poésie à destination des plus jeunes avec notamment Étoile du soir (Jeonyeok byeol) ; ce recueil a pour personnage principal un jeune garçon qui s'amuse dans la nature. Il décrit ici les joies des enfants lorsqu'ils jouent dans la campagne. Ce recueil est notamment cité dans les livres scolaires pour le primaire en Corée du Sud. 

### Recueil de poésies[3]
- 흙은 사각형의 기억을 갖고 있다 La terre garde le souvenir du rectangle (1989)
- 10년 동안의 빈 의자 La chaise vide 10 ans durant  (1994)
- 붉은 눈, 동백 Neige rouge, Camélia rouge (2000)
- 고양이가 돌아오는 저녁 Le soir où le chat revient (2009)

### Recueil de poésies pour la jeunesse
- 저녁별 Étoile du soir (2011)

## Distinctions
- 2000 : Prix Dongseo
- 2000 : Prix Kim Soo-young pour Neige rouge, Camélia rouge
- 2008 : Prix Midang pour 가을 Automne
- 2009 : Prix Daesan